# Ozarba moldavicola
Ozarba moldavicola är en fjärilsart som beskrevs av Herrich-Schäffer 1845. Ozarba moldavicola ingår i släktet Ozarba och familjen nattflyn. Inga underarter finns listade i Catalogue of Life.